# 川口町 (埼玉県)
川口町（かわぐちまち）は、埼玉県北足立郡に存在した町。現在の川口市南西部に位置する。
現在の川口市は1933年（昭和8年）に新設合併によって誕生したもので、川口町とは別の自治体である。

## 地理
- 川：荒川、新芝川

## 歴史

### 沿革
- 1889年（明治22年）4月1日：町村制施行により、川口町が単独町制。大字はなし。
- 1916年（大正5年）：町域・地番整理が行われ、本町一 - 三丁目、金山町一 - 三丁目、栄町一 - 三丁目、寿町が起立。
- 1933年（昭和8年）4月1日：横曽根村・青木村・南平柳村と合併して川口市が発足。同日川口町廃止。

## 現在の町名
所属する町丁が多いため境域で示すと、おおむね上青木町・前川・前川町以南、前川町・前川・南前川以東、朝日・青木・上青木町・前川・前川町以西。